# Monarquianismo
El monarquianismo constituye un grupo de corrientes doctrinales, totalmente opuestas entre sí, que tenían como única característica relacionada la creencia de que Dios era un solo Rey (monarca) y que no era una pluralidad de personas. Por ser contrarias a la posición trinitaria, fueron consideradas heréticas por el cristianismo histórico. 
Entre los monarquianistas tenemos:
- El modalismo, que se oponía férreamente al dogma de la trinidad. De acuerdo con la concepción trinitaria, Padre, Hijo y Espíritu Santo, son cada una de las tres personas de la trinidad. En cambio, los modalistas explicaban que, de acuerdo con la Biblia, estos términos nunca pretendían hacer distinciones de tres personas eternas dentro de la naturaleza de Dios, sino que simplemente se referían a modos o manifestaciones de Dios. En otras palabras, Dios es un ser individual y único y los diversos términos usados para describirle (tales como Padre, Hijo y Espíritu Santo) son designaciones aplicadas a sus diferentes formas de actuar o a las diferentes relaciones que Él tiene para con el hombre. La principal corriente del modalismo en los primeros siglos del cristianismo fue el patripasianismo o sabelianismo (modalismo).
- El adopcionismo, que afirmaba que Jesús era un ser humano que en su bautismo había sido "adoptado" por el Padre y que sólo recibió el espíritu divino una vez que hubo ascendido a los cielos.